# Leo Woerl
Leo Woerl (* 24. Mai 1843 in Freiburg im Breisgau; † 1. Juli 1918 in Leipzig) war ein deutscher Verleger, der insbesondere für seine Reiseführer bekannt wurde.

## Leben
Leo Woerl war der Sohn des Kartographen Joseph Edmund Woerl (1803–1865) und der Maria Herder (* 1805), einer Tochter des Bartholomä Herder (1774–1839), und damit ein Neffe des Besitzers der Herder’schen Verlagsbuchhandlung in Freiburg, Benjamin Herder (1818–1888). Er erlernte in Freiburg bei Herder von 1858 bis 1862 den Buchhandel und begründete nach einigen Wanderjahren als Buchhändler 1866 in Würzburg seine eigene Verlagsbuchhandlung („Leo Woerl’sche Buch- und kirchliche Kunstverlagshandlung“, auch „Leo Woerl’sche Buch, Kunst- und Verlagshandlung“; „Verlag von Leo Woerl“), deren Spannweite vom Theologischen bis zum Belletristischen reichte. 1866 bis 1869 lebte er in Zürich; seit den 1870er Jahren unterhielt er auch eine Agentur in Wien (Spiegelgasse 12).
In seinem Würzburger Verlag erschien von 1868 bis 1870 das katholische Fränkische Volksblatt. Ab 1874 betrieb er auch ein „Centralbureau für katholische Interessen“ zur Arbeitsvermittlung für katholische Arbeitnehmer. In Würzburg war er von 1882 bis 1891 zudem als Stadtrat kommunalpolitisch aktiv.
1878 begann der Verleger mit der Herausgabe von Reiseführern („Woerl Reisehandbücher“), von denen allein bis zur Jahrhundertwende über 600 erschienen. Der „Woerl's Reisebücher-Verlag“ wurde 1897 nach Leipzig, damals die zentrale deutsche Buchhandelsstadt, verlegt. In seinem Verlag erschien auch eine zweibändige gekürzte Fassung des mehrbändigen Prachtwerkes des Erzherzogs Ludwig Salvator von Österreich-Toskana Die Balearen. Woerl verfasste eine 1899 erschienene Biographie Ludwig Salvators. Zu den weiteren bekannten Woerl-Autoren gehörte unter anderen Joseph Stöckle.
Nachdem Woerl nach einem Konkurs 1898 die Stadt Würzburg verlassen hatte, wurde der Verlag 1920 von Albrecht Seemann (1863–1952) übernommen.

## Bekanntes Zitat
Das schon um 1900 als auch in der Gegenwart, vor allem in Diskussionen um den Journalistenberuf und in der Journalismusforschung, häufigste Zitate aus Woerls pressekundlichem Werk Die Publicistik der Gegenwart ist die Behauptung, dass „die Publicistik mehr oder weniger unbewusst zu den ,unehrlichen Gewerben', d. h. zu denen gezählt wird, die sich ausserhalb des socialen Organismus bewegen, wie ehedem Schäfer, Kesselflicker, Zahnärzte, Zigeuner und Schauspieler“.
Dies war allerdings nicht als allgemeine Verächtlichmachung gedacht, sondern als Abbild einer „Naivetät des Volksbewusstseins“ in Österreich-Ungarn. Woerl versuchte differenziert zu erklären, warum sich in Österreich-Ungarn erst relativ spät eine qualitativ hochwertige katholisch-konservative Presse entwickelte, die es mit den liberalen, weltlichen Großstadtzeitungen aufnehmen konnte.
Er argumentierte berufs- und milieusoziologisch und sozialpsychologisch: Gebildete Konservative hätten die Presse als Berufsfeld gemieden, weil sie im christlich-bäuerlich-ständisch geprägten Sozialmilieu weniger Ansehen erwarten konnten als in individualistischeren Ländern wie etwa Frankreich, wo „die publicistische Laufbahn begabte Männer zu den höchsten Ehrenstellen führt und auch katholisch-conservative Schriftsteller und Redacteure in hohem Ansehen und bedeutender socialer Stellung sich befinden“. Woerl, der sich selbst zur katholisch-konservativen Publizistik zählte, bedauerte das und wies Wege zu einem anderen Berufsverständnis.

## Schriften (Auswahl)
- Die katholische Presse. Ein Neujahrsgruß für die Katholiken Deutschlands, Österreichs und der Schweiz. Woerl, Würzburg 1875.
- Die katholische Presse in Europa zu Neujahr 1877. Woerl, Würzburg 1876.
  - 2. Auflage Die katholische Presse in Europa 1877. Woerl, Würzburg 1877 (Digitalisat).
- Weltrundschau über die katholische Presse zu Neujahr 1878. Woerl, Würzburg 1878.
- Statistik der katholischen Zeitungen und Zeitschriften in der ganzen Welt zu Neujahr 1879. Woerl, Würzburg 1879.
- Die Publizistik der Gegenwart. Eine Rundschau über die gesamte Presse der Welt. Heft 1–6 Woerl, Würzburg 1879–1881.
  - Heft 1: Die Presseverhältnisse im Großherzogthum Hessen. 1879.
  - Heft 2: Die Pressverhältnisse im Königreich Württemberg. 1879.
  - Heft 3: Die Pressverhältnisse in der Schweizerischen Eidgenossenschaft. 1879.
  - Heft 4: Die Pressverhältnisse im Königreich Bayern. 1880.
  - Heft 5: Die Pressverhältnisse Im Kaiserstaat Oesterreich-Ungarn. 1881 (Digitalisat).
  - Heft 6: Die Pressverhältnisse im Königreich Preussen. 1881.
- Statistik der katholischen Zeitungen und Zeitschriften in Deutschland, Österreich-Ungarn, Luxemburg und der Schweiz zu Neujahr 1882. Woerl, Würzburg 1882.
- Erzherzog Ludwig Salvator aus dem österreichischen Kaiserhause als Forscher des Mittelmeeres. Woerl, Leipzig 1899 (Digitalisat).
- Führer durch Würzburg und Umgebung. Woerl’s Reisebuchverlag, Leipzig 1899.